# Spike Lee
Shelton Jackson (Spike) Lee (Atlanta, 20 maart 1957) is een Amerikaans filmmaker en -regisseur.
Lee maakt veelal sociaal bewogen films. Racisme is een belangrijk thema in zijn werk. De films Malcolm X en Do the Right Thing zijn daar goede voorbeelden van. Andere motieven die regelmatig in het werk van deze filmmaker/regisseur zitten verweven zijn criminaliteit, het stadsleven, en de invloed die de media op mensen hebben.
In een aantal van zijn films speelt hij ook zelf een rol, al is het meestal maar een heel kleine rol.

## Filmografie (regie)

### Films
- She's Gotta Have It (1986) (met bijrol)
- School Daze (1988) (met bijrol)
- Do the Right Thing (1989) (met bijrol)
- Mo' Better Blues (1990) (met bijrol)
- Jungle Fever (1991) (met bijrol)
- Malcolm X (1992) (met bijrol)
- Crooklyn (1994) (met bijrol)
- Clockers (1995) (met bijrol)
- Michael Jackson - They don't care about us (Videoclip) (1995)
- Girl 6 (1996) (met bijrol)
- Get on the Bus (1996)
- 4 Little Girls (1997)
- He Got Game (1998)
- Summer of Sam (1999) (met bijrol)
- The Original Kings of Comedy (2000)
- Bamboozled (2000)
- 25th Hour (2002)
- Ten Minutes Older: The Trumpet (2002) (segment "We Wuz Robbed") (korte film)
- She Hate Me (2004)
- Sucker Free City (2004)
- All the Invisible Children (2005)
- Inside Man (2006)
- When the Levees Broke: A Requiem in Four Acts (2006), over de orkaanramp in New Orleans
- Miracle at St.Anna (2008)
- Michael Jackson - This Is It (Videoclip) (2009)
- Passing Strange (2009)
- Red Hook Summer (2012)
- Oldboy (2013)
- Da Sweet Blood of Jesus (2014)
- Chi-Raq (2015)
- BlacKkKlansman (2018)
- Da 5 Bloods (2020)
- Highest 2 Lowest (2025)

### Televisie
- Shark (2006)

- Bibsys: 90813023
- Biblioteca Nacional de España: XX1306991
- Bibliothèque nationale de France: cb12194397g (data)
- CiNii: DA06377373
- Gemeinsame Normdatei: 119078023
- International Standard Name Identifier: 0000 0001 2321 398X
- Library of Congress Control Number: n86129800
- Nationale Bibliotheek van Letland: 000186352
- MusicBrainz: 48127a8d-e677-4196-900b-df0d1e3a9ab5
- Bibliotheek van het Japanse parlement: 00470275
- Nationale Bibliotheek van Tsjechië: js20060407023
- Nationale Bibliotheek van Israël: 987007437469005171
- Nationale Bibliotheek van Polen: a0000001281925
- Nationale en Universitaire bibliotheek Zagreb: 000054623
- Nederlandse Thesaurus van Auteursnamen: 073586404
- Istituto Centrale per il Catalogo Unico: VEAV000639
- LIBRIS: 254174
- SNAC: w65x2kvp
- Système universitaire de documentation: 03494723X
- Trove: 1112311
- Union List of Artist Names: 500294279
- Virtual International Authority File: 100242985
- WorldCat: E39PBJx4pxvDdbXHtHD7dgVXBP